# Bujur
Bujur (eller Bu Jaydur; arabiska: بوجدور, Bujdur; spanska: Cabo Bojador; franska: Boujdour) är en stad i Västsahara, som sedan 27 februari 1976 ockuperas av Marocko. Staden är belägen vid udden Kap Bujur.
Enligt Marockos administrativa indelning är det en stadskommun som är administrativ huvudort för provinsen med samma namn. Folkmängden uppgick till 42 651 invånare vid den marockanska folkräkningen 2014.